# بولهد سیتی (آریزونا)
بولهد سیتی (به انگلیسی: Bullhead City) شهری در شهرستان موهاوی ایالت آریزونا است که در سرشماری سال ۲۰۱۰ میلادی، ۳۹٬۵۴۰ نفر جمعیت داشته است. بولهد سیتی، به‌طور رسمی در تاریخ ۱۹۸۴ میلادی به‌عنوان شهر شناخته شد.